# Мішура Юлія Степанівна
Юлія Степанівна Мішура (або Мишура) (народилася 26 грудня 1952 у Києві) — український педагог, математик, доктор фізико-математичних наук, професор. Її спеціальності: теорія ймовірностей, математична статистика, теорія випадкових процесів, актуарна та фінансова математика.    Головний редактор  журналу «Теорія ймовірностей і математична статистика» (Київ). Головний співредактор  журналу «Modern Stochastics: Theory and Applications» (Вільнюс, Литва), разом з професором К. Кубілюсом. Член редколегії журналів «Stochastics: An International Journal of Probability and Stochastic Processes», «Statistics and Probability Letters», «Statistical Inference for Stochastic Processes», «Lithuanian Mathematical Journal», «Fractional Calculus and Applied Analysis», «Stochastic Analysis and Applications», «Lithuanian Journal of Statistics», «Вісник Київського університету. Серія фізико-математичні науки».

## Біографія
У 1975 році закінчила Київський державний університет, у 1978 році — аспірантуру кафедри теорії ймовірностей та математичної статистики.

У 1976—1980 роках працювала асистентом кафедри загальної математики. У 1981—1986 — старшим викладачем цієї ж кафедри. У 1978 році захистила кандидатську дисертацію на тему: «Предельные теоремы для функционалов от случайных полей». У 1987—1991 роках — доцент кафедри математичного аналізу, а з 1991 до 2003 — професор цієї ж кафедри. 

У 1990 році захистила докторську дисертацію на тему: «Мартингальные методы в теории случайных полей».

З 2003 року по 2023 рік— завідувачка кафедрою теорії ймовірностей,   статистики та актуарної математики Київського національного університету імені Тараса Шевченка.
З 2023 року-професор кафедри теорії ймовірностей,   статистики та актуарної математики Київського національного університету імені Тараса Шевченка.

Підготувала 2 докторів та 24 кандидати наук. 

Основні напрями наукової діяльності:  дробові випадкові процеси, ентропійні функціонали, дробовий аналіз, функціональні граничні теореми, статистика випадкових процесів.

Член Американського та Європейського математичних товариств, обрана членкиня Міжнародного статистичного інституту. Була учасником та керівником наукових груп в міжнародних проектах Tempus, Visby, Intas, проекті «Multifractionality» в рамках програми Marie Curie action, проекті "Erazmus" з Технічним університетом Дрездена, проекті STORM з університетом Осло, в проєкті в рамках програми Горизонт-2020 та інших наукових проектах. 

Організатор міжнародних конференцій «Modern Stochastics. Theory and Applications, I—VI», які проводились в Київському національному університеті імені Тараса Шевченка в 2006, 2010, 2012, 2018, 2021 та 2025 роках.   Науковий керівник технічного комітету стандартизації ТК70 «Застосування статистичних методів».
Зробила доповіді на Міжнародних математичних конгресах в Цюриху (1994), Будапешті (1996), Берліні (1998), Пекіні (2002), Амстердамі (2008), Ріо-де-Жанейро (2018), організувала секцію і зробила доповідь на конгресі  8th European Congress of Mathematics, Portorož, 20 - 26 June 2021. Була учасницею і доповідачем наукової програми Fractional differential equations, 01.01–30.04 2022 Інституту Ісаака Ньютона, Isaac Newton Institute for Mathematical Sciences (Cambridge),  і  програми Stochastic modeling and control  08.05. - 07.07.2023, в рамках заходів Simons semesters Інституту математики  Академії наук Польщі. Як запрошений професор, читала курси лекцій для студентів і аспірантів в університетах Англії, Італії, Литви, Фінляндії, Швеції, Німеччини, Польщі, Китаю, Японії та Канади.

## Відзнаки
Нагороджена відзнакою Вченої ради Київського університету та премією імені М. М. Крилова НАН України.
Академік Академії наук вищої школи України (з 2018).
Заслужений діяч науки і техніки України (2020).
Заслужений професор Київського національного університету імені Тараса Шевченка (2021).
Відзначена нагородою імені Михайла Кравчука Академії наук вищої школи України (2022).

## Наукові праці
Авторка більше 320 наукових праць, включаючи 10 монографій. Авторка і співавторка більше 15 підручників.

Основні праці:
- Yu. Mishura  Stochastic Analysis of Fractional Brownian Motion and Related Processes. Springer, 410 p.- 2008
- Y. Mishura, O. Ragulina  Ruin Probabilities. Smoothness, Bounds, Supermartingale Approach. Elsevier, ISTEPELS, 276 p. - 2016
- K. Kubilius, Yu. Mishura, K. Ralchenko Parameter Estimation in Fractional Diffusion Models. Bocconi & Springer Series, 380 p. — 2017
- Yu. Mishura, M. Zili "Stochastic Analysis of Mixed Fractional Gaussian Processes". ISTE Press - Elsevier, 210 p. - 2018
- O. Banna, Yu. Mishura, K. Ralchenko, S. Shklyar Fractional Brownian Motion. Approximations and Projections. Wiley-ISTE, 288 p. — 2019
- G. Kulinich, S. Kushnirenko and Yu. Mishura "Asymptotic Analysis of Unstable Solutions of Stochastic Differential Equations". Vol.9 Bocconi & Springer Series, Mathematics, Statistics, Finance and Economics, 248 p. - 2020
- Yu. Mishura and K.  Ralchenko Discrete-Time Approximations and Limit Theorems. In Applications to Financial Markets.  De Gruyter Series in Probability and Stochastics. Vol. 2, 390 p.-2021
- G. Ascione, Yu. Mishura, E.  Pirozzi "Fractional Deterministic and Stochastic Calculus". Vol.4 Berlin, Boston: De Gruyter, Series in Probability and Stochastics, 462 p. - 2023
- D. Gusak, A. Kukush, A. Kulik, Yu. Mishura, A. Pilipenko "Theory of Stochastic Processes with Applications to Financial Mathematics and Risk Theory". Springer, 380 p. - 2010
- Yu. Mishura "Financial Mathematics". Elsevier, 194 p. - 2016
- Yu. Mishura, G. Shevchenko "Theory and Statistical Applications of Stochastic Processes". Wiley-ISTE, 400 p. - 2017

1. 1 2 3 4 5  Математичний генеалогічний проєкт — 1997.
2. ↑  Указ Президента України від 27 червня 2020 року № 254/2020 «Про відзначення державними нагородами України з нагоди Дня Конституції України»